# Brook Taylor
Pour les articles homonymes, voir Taylor.
 Brook Taylor est un homme de science anglais, né à Edmonton, aujourd'hui un quartier de Londres, le 18 août 1685, et mort à Londres le 29 décembre 1731. Principalement connu comme mathématicien, il s'intéressa aussi à la musique, à la peinture et à la religion.

## Biographie
Brook Taylor fut un élève du St. John's College de Cambridge. En 1712, il fut admis à la Royal Society. Il était alors peu connu et son élection fut basée sur le jugement de ses maîtres, de John Machin et de John Keill. Par exemple Taylor écrivit à Machin en 1712 pour lui fournir la solution d'un problème concernant la deuxième loi de Kepler sur les mouvements des planètes. En 1712 également, il fit partie d'un comité pour départager Newton et Leibniz.
En 1714, Taylor fut élu secrétaire de la Royal Society, et il y resta du 14 janvier 1714 au 21 octobre 1718, lorsqu'il dut démissionner pour raisons de santé et par manque de motivation. La période où il fut secrétaire de la Royal Society fut celle de sa vie où il fut le plus productif en mathématiques. En 1715 il publia Methodus incrementorum directa et inversa et Linear Perspective, ouvrages très importants pour l'histoire des mathématiques. Deux secondes éditions furent publiées, respectivement en 1717 et en 1719. Dans ces deux ouvrages les mathématiques croisent l'intérêt que Taylor avait eu pour les arts dans sa jeunesse : non seulement la peinture, dans Linear Perspective, mais aussi la musique, dans le problème des cordes vibrantes, abordé dans Methodus.

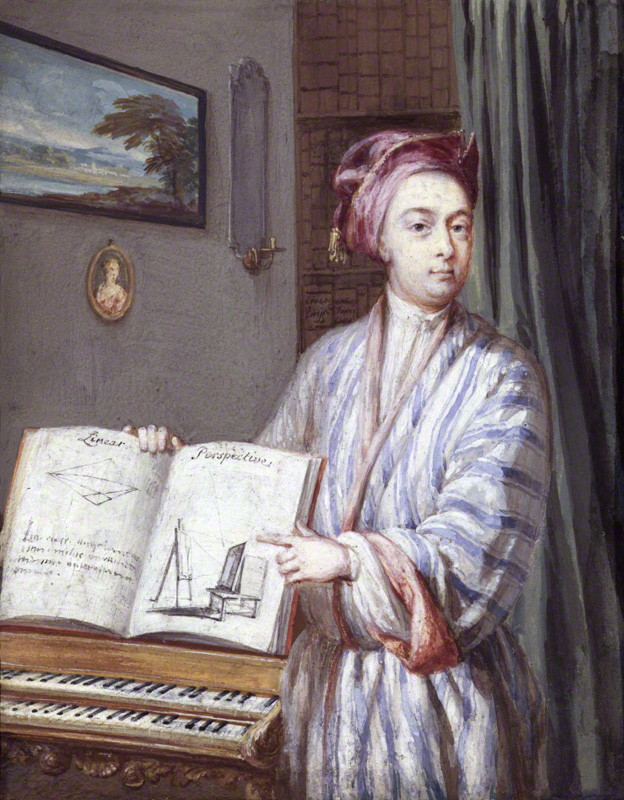
Taylor peint par Louis Goupy en 1720

Taylor fit de nombreux séjours en France. C'était d'une part à la suite de problèmes de santé et d'autre part pour rendre visite à des amis. Il rencontra Pierre Rémond de Montmort et correspondit avec lui sur différents sujets de mathématiques après son retour. Ils discutèrent en particulier des séries infinies et de probabilités. Taylor correspondit aussi avec Abraham de Moivre sur les probabilités. À cette époque les trois eurent une correspondance suivie.
Il ajouta aux mathématiques une nouvelle branche appelée « calcul de différences finies », inventa l'intégration par parties, et découvrit les séries appelées « développements de Taylor ». Ses idées furent publiées dans son livre de 1715, Methodus incrementorum directa et inversa. La première mention par Taylor de ce qui est appelé aujourd'hui théorème de Taylor apparaît dans une lettre que ce dernier écrivit à Machin le 26 juillet 1712. Dans cette lettre, Taylor explique clairement d'où lui est venue cette idée, c'est-à-dire d'un commentaire que fit Machin au Child's Coffeehouse, utilisant les « séries de Sir Isaac Newton » pour résoudre un problème de Kepler, et utilisant également « les méthodes du Dr Halley pour extraire les racines » d'équations polynomiales. La publication de 1715 donne deux versions du « théorème de Taylor ». Dans la première version, le théorème apparaît dans la Proposition 11 qui est une généralisation des méthodes de Halley d'approximation de racines de l'équation de Kepler, ce qui allait bientôt devenir une conséquence des séries de Bernoulli. C'est cette version qui a été inspirée par les conversations du Coffeehouse décrites précédemment. Dans la seconde version se trouve le Corollaire 2 de la Proposition 7 et qui est une méthode pour trouver davantage de solutions des équations fluxionnelles dans les séries infinies. Taylor était le premier à découvrir ce résultat.
En plus de Taylor, James Gregory, Newton, Leibniz, Johann Bernoulli et de Moivre ont découvert indépendamment une variante du théorème qui porte aujourd'hui le nom de Taylor. Son importance ne fut pas perçue avant 1772, quand Lagrange y vit le principe de base du calcul différentiel. Le terme « série de Taylor » semble avoir été utilisé pour la première fois par L'Huilier en 1786. Taylor présenta aussi les principes de base de la perspective dans Linear Prospect (1715). Il y eut une seconde édition, New principles of linear perspective.

## Hommage
Taylor, cratère lunaire, a été nommé ainsi en l'honneur de Brook Taylor.

## Œuvres

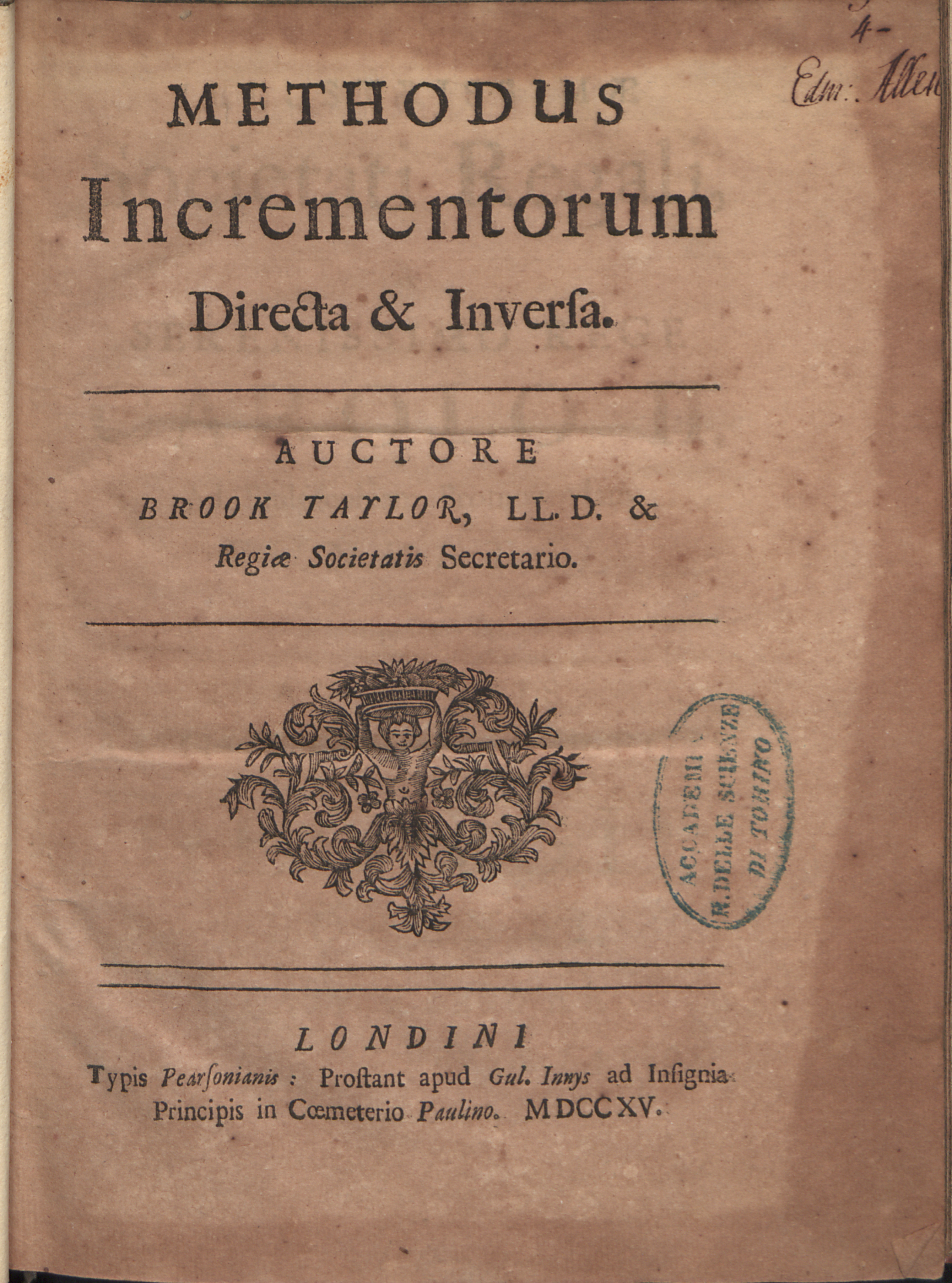
Methodus incrementorum directa et inversa, 1715

### Ouvrages
- (la) Methodus incrementorum directa sur Google Livres, Londres, 1715
  - (en) Traduction anglaise de Ian Bruce (dernière modification : 2007)
- (en) Linear perspective : or, a new method of representing justly all manner of objects as they appear to the eye in all situations, Londres, R. Knaplock, 1715[3]
- (en) New principles of linear perspective : or the art of designing on a plane sur Google Livres, 1749
  - Nouveaux principes de la perspective linéaire, traduction de deux ouvrages, l'un anglais du Docteur Brook Taylor. L'autre latin, de Monsieur Patrice Murdoch. Avec un essai sur le mélange des couleurs par Newton sur Google Livres,  1757[4]

### Articles choisis
- (la) « De inventione centri oscillationis », dans Phil. Trans., 1712, 28, no 337, p. 11–21 DOI 10.1098/rstl.1713.0002

### Iconographie
- Portrait, aquarelle et gouache, probablement par Louis Goupy (1674–1747), 98 mm × 76 mm, National Portrait Gallery[6]
- Peinture de John Closterman, 1 898 mm × 2 718 mm : Taylor, à l'âge de 12 ans environ, avec ses frères et ses sœurs à la maison familiale de Bifrons, Beningbrough Hall[7]
- Portrait, à la Royal Society ; ce portrait pourrait provenir de l'atelier de Hans Hysing (1678–1752 ou 1753)[8]
  - Gravure par Richard Earlom (1743–1822) en mezzotinto, d'après le portrait précédent, publiée en 1793[9]